# Ol'ga Kaliturina
Ol'ga Viktorovna Kaliturina (in russo Ольга Викторовна Калитурина?; 9 marzo 1976) è un'ex altista russa.

## Palmarès

### Mondiali
- 1 medaglia:
  - 1 argento (Atene 1997)

### Europei
- 1 medaglia:
  - 1 bronzo (Monaco di Baviera 2002)

### Europei indoor
- 1 medaglia:
  - 1 bronzo (Ghent 2000)

### Giochi mondiali militari
- 1 medaglia:
  - 1 argento (Catania 2003)

### Mondiali Under 20
- 1 medaglia:
  - 1 oro (Lisbona 1994)

## Altre competizioni internazionali
2001
- Coppa Europa di atletica leggera ( Brema)